# ダビド・ティモール
ダビド・ティモール・コポビ（スペイン語: David Timor Copoví、1989年10月17日 - ）は、スペイン・バレンシア州カルカイセント出身のサッカー選手。CDエルデンセ所属。ポジションはMF。

## クラブ歴
バレンシア州カルカイセントに生まれ、バレンシアCFの下部組織からバレンシアCF・メスタージャに昇格し、セグンダ・ディビシオンBで2シーズンプレーした。2010年夏にCAオサスナに移籍、同シーズンはセグンダ・ディビシオンBに所属するCAオサスナBでプレーした。2011年4月23日に行われたFCバルセロナ戦でトップチーム初出場、プリメーラ・ディビシオンデビューを果たした。2013年7月16日にセグンダ・ディビシオンに所属するジローナFCに1シーズンのレンタル移籍となった。
翌2014年7月25日に3年契約でセグンダ・ディビシオンのレアル・バリャドリードに移籍。2016年1月26日に同リーグのCDレガネスに2018年末までの契約で移籍。17試合で2得点をあげ、プリメーラ・ディビシオン昇格に貢献した。
2017年9月1日に3年の完全契約でジローナに復帰した。
2018年8月31日、4年契約でUDラス・パルマスに移籍した。
2019年8月29日、ヘタフェCFに完全移籍することが発表された。
2022年1月21日、2021-22シーズンの途中ではあったが、出場機会が減少したことでクラブとの契約を解除し、SDウエスカと2年半契約を交わした。
2023年7月12日、CDエルデンセにフリーで加入し、1年契約を結んだ。